# Chen Yue
Chen Yue (født 9. april 1978 i Hangzhou, Kina) er en kinesisk fløjtenist.
Hun spiller på en traditionel kinesisk fløjte og har i Danmark optrådt med Michala Petri og Lars Hannibal.